# Ханой Хілтон

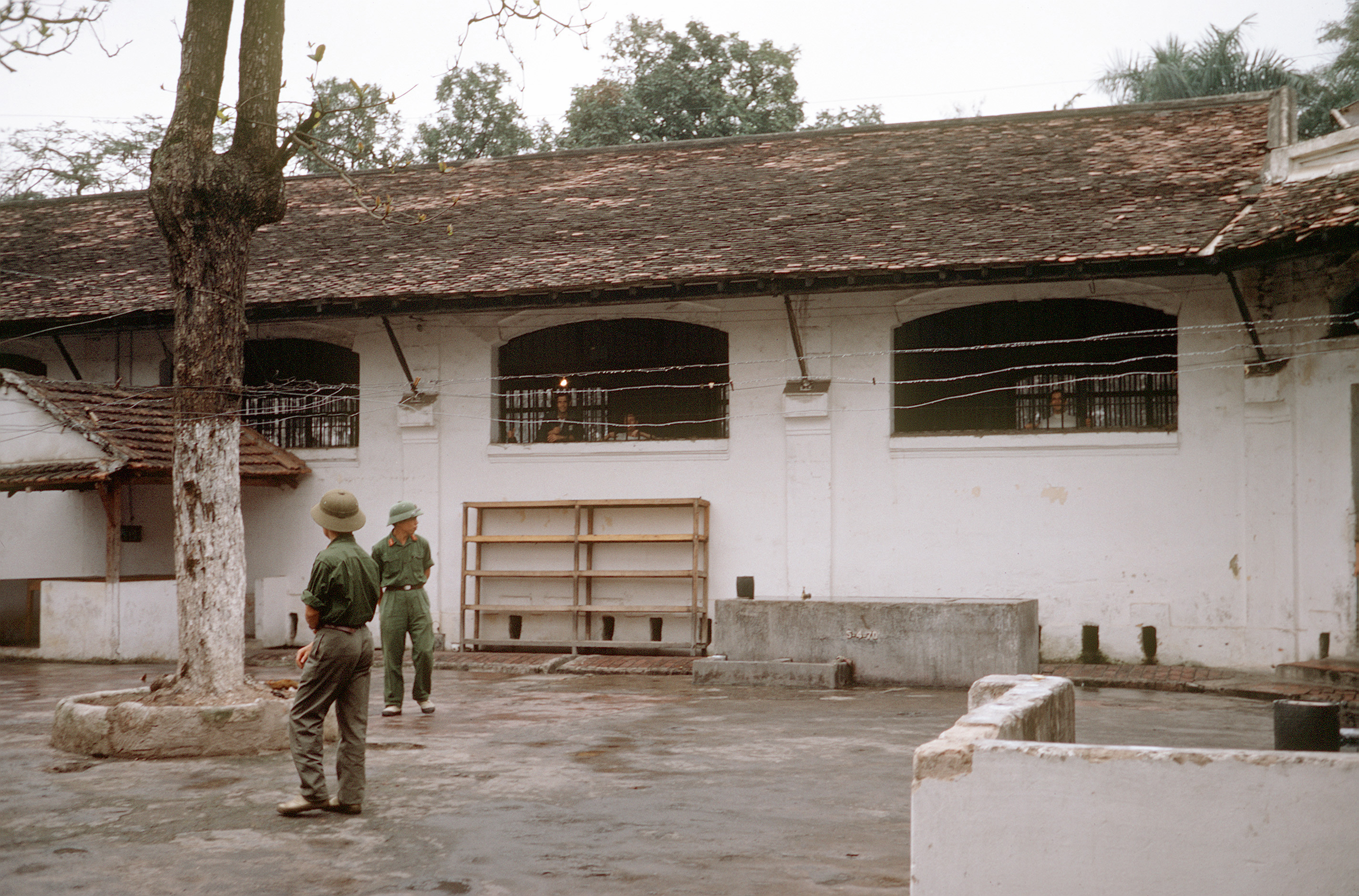
В'язниця Хоало, 1973 рік

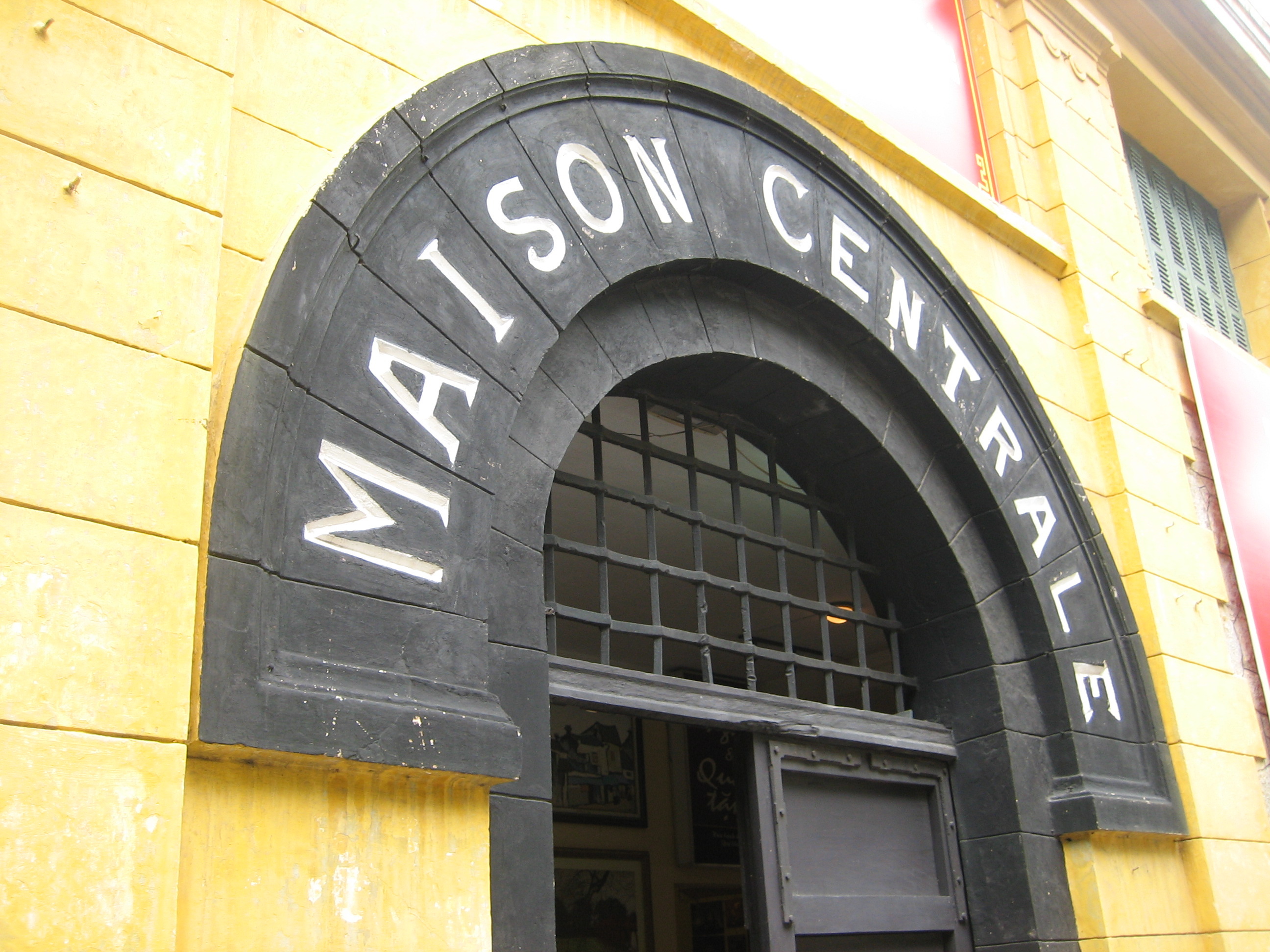
Французька назва збереглась над входом до сучасної в'язниці-музею Хоало

Хоало́ або (неофіційно) «Ханой Хілтон» (в'єт. Hỏa Lò, англ. Hanoi Hilton) — в'єтнамська в'язниця, що розташовувалась у Ханої. Відома тим, що за часів В'єтнамської війни використовувалась для утримання полонених американських пілотів.

## Історія
В'язницю було збудовано французькою колоніальною владою на початку XX століття. 1954 року вона перейшла під контроль північнов'єтнамської влади. Її було названо Хоало за іменем вулиці, де вона розташовувалась.
В серпні 1964 року авіація США здійснила перший наліт на Демократичну Республіку В'єтнам. Було збито два літаки й узято в полон молодшого лейтенанта Еверетта Альвареза, який і став першим американцем у Хоало. Після початку регулярних бомбардувань 1965 року до в'язниці почали прибувати інші льотчики. Оскільки США та Північний В'єтнам формально не перебували у стані війни, північнов'єтнамська влада надавала перевагу іменуванню американських бранців злочинцями та спочатку утримувала їх у в'язниці для кримінальних злочинців замість спеціального табору для військовополонених. Згодом американців почали розподіляти за іншими в'язницями й таборами в різних районах країни, проте певна частина завжди утримувалась у Хоало. Найвідомішими бранцями в'язниці були Дуглас Пітерсон (1997 року став першим американським послом у В'єтнамі після відновлення дипломатичних відносин між двома країнами), Джеймс Стокдейл, Роббі Ріснер, Джон Маккейн. Через складні умови утримання американські льотчики надали Хоало іронічне прізвисько «Ханой Хілтон», за аналогією з відомими готелями мережі Hilton Hotels. 1972 року в'язницю відвідала відома акторка й активістка антивоєнного руху Джейн Фонда, яка пізніше заявила, що полонені американці утримуються в гарних умовах.

## Сучасний стан
Нині збереглась лише частина в'язниці, що є музеєм. 1999 року в Ханої було відкрито п'ятизірковий готель мережі «Хілтон», що отримав назву «Ханой Хілтон Опера».

## У мистецтві
1987 року було знято американський художній фільм «Ханой Хілтон», присвячений Хоало.